# Future Imagery Architecture

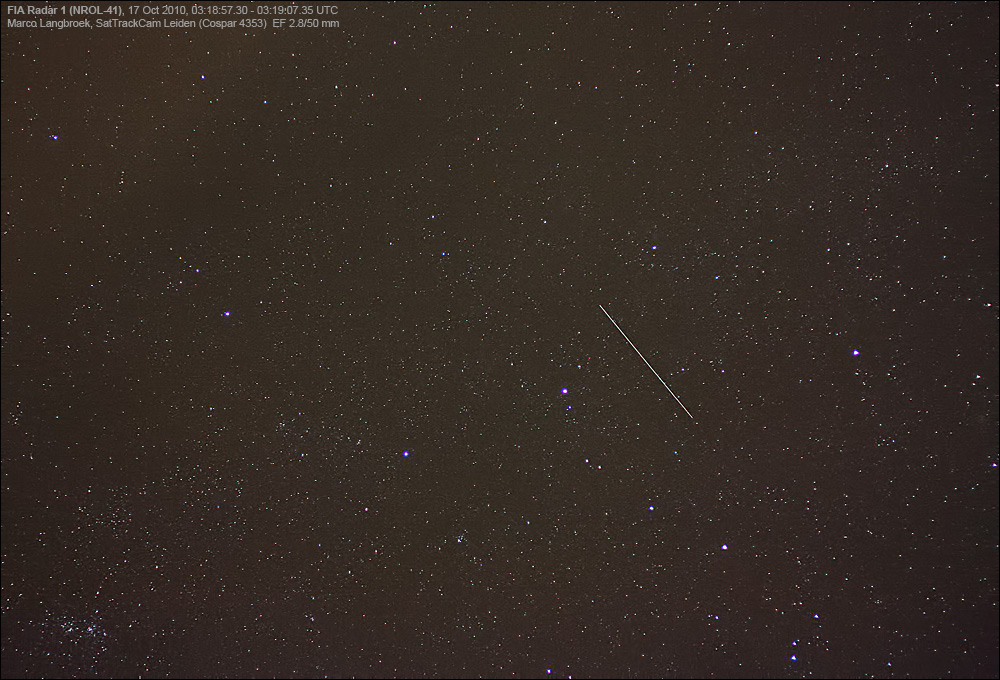
USA-215, considérée comme la première charge utile opérationnelle issue du programme FIA, traverse Cassiopée.

Le programme Future Imagery Architecture (FIA) a pour but la conception d'une nouvelle génération de satellites espions pour le National Reconnaissance Office.

## Objectif
L'objectif principal du programme reste secret, mais le directeur du NRO en 2001 a dit que le tout était centré sur la création de satellites espions plus petits et plus légers. Le but est de combiner des capteurs électro-optiques avec des radars, afin d'être en mesure de prendre des images même de nuit ou avec une couverture nuageuse. Il s'agit alors d'un des projets les plus chers de l'histoire du renseignement.
Des experts[Lesquels ?] pensent que le but clé du programme est de rendre les satellites plus difficiles à attaquer, en les plaçant sur des orbites plus haute. À cause du budget et du nombre d'employés qui prennent part au projet, ce programme est comparé[Par qui ?] au Projet Manhattan, qui eut lieu durant les années 1940.

## Réalisation
Les études débutent à partir de 1996. Le contrat de développement fut accordé à Boeing tard en 1999, et est estimé à une valeur de plus de 20 milliards échelonné sur une vingtaine d'années. Cette attribution surprend, alors que Lockheed est historiquement le constructeur de satellites américains, et que Boeing n'a pas d'expérience en ce domaine. Boeing est cependant moins cher que Lockheed d'un milliard de dollars. La réalisation se révèle un échec, les ambitions étant trop élevées, et de nombreux composants se révélant défectueux. Le projet est finalement considéré comme un échec.
En septembre 2005, le contrat a été accordé à Lockheed Martin après des dépassements de coût et les retards de la date de livraison. Lockheed a demandé pour reprendre la production d'un système satellite plus vieux avec de nouvelles améliorations et on s'attend à ce que de premières livraisons soient en 2009.